# Paweł Grządziel
Paweł Grządziel (ur. 17 października 1997 w Warszawie) – polski aktor niezawodowy.

## Życiorys
Na ekranie zadebiutował w programie dla dzieci Jedyneczka. Później otrzymał rolę Jasia Rafalskiego w serialu Klan, przy czym jest trzecim aktorem, który wcielił się w tę postać. Poza telenowelą, bardzo rzadko pojawiał się w innych produkcjach. Po maturze ukończył studia prawnicze. W 2023 roku pracował jako asystent sędziego .

## Filmografia
Aktor odegrał 3 role
- od 2004: Klan – Jan Rafalski (#3)
- 2008: Karolcia - Piotruś
- 2023: Polowanie – protokolant